# 예심판사
예심판사(豫審判事, 영어: inquisitorial magistrate)는 경찰을 지휘하고 사건을 수사하며, 구속영장을 발부하고 기소를 하는 판사를 말한다. 수사판사(搜査判事, 영어: investigating judge)라고도 부른다. 1808년 프랑스에서 나폴레옹 시대 때 도입되어 200년 되었다. 

## 프랑스
프랑스 사실주의 문학의 거장으로 평가받는 소설가 오노레 드 발자크는 예심판사가 프랑스에서 가장 영향력있는 사람이라고 말했다.
세계 2대 인권선언을 한 국가인 미국과 프랑스의 사법제도는 검사의 지위가 다르다. 미국은 종신직 판사는 위에 존재하고 기소권을 가진 계약직 검사는 피고인측의 계약직 변호사와 같은 위치에 있다. 프랑스는 판사와 기소권을 가진 예심판사가 같은 지위에 있고 검사와 변호사는 아래에 위치한다. 프랑스는 수사를 하고 난 다음에, 예심판사라고 하는, 사실상 검찰청에 있는 검사지만 소속이 법원인 예심판사가 기소 여부를 따진다.
프랑스는 소추(프랑스어: poursuite), 예심수사(프랑스어: instruction), 판결(프랑스어: jugement) 기능을 각각 엄격히 분리하여 소추는 검찰(프랑스어: ministère public), 예심수사는 수사법원(프랑스어: juridiction d'intruction), 판결은 판결법원(프랑스어: juridiction de jugement)의 권한으로 구분하고 있다. 검찰 제도를 전세계에서 처음으로 만든 프랑스는 법원(수사법원)에 있는 판사(수사판사)가 수사를 하고 기소를 결정할 수 있다. 검찰은 수사개시청구권과 공소유지권을 갖는다. 검사는 수사법원의 수사판사에게 수사개시를 청구한다. 그러면, 수사판사가 수사를 개시하며, 기소여부를 결정한다. 기소가 결정되면 검사는 판결법원의 판사에게 기소를 한다.
프랑스는 수사판사라는 독특한 사법 제도를 두고 있다. 살인·성폭행 등 중범죄나 선거·공안·뇌물 등 정국에 미치는 영향이 큰 사건은 수사판사가 경찰을 거느리고 직접 수사를 한다. 수사판사는 프랑스 전역에 600여명이 있다. 워낙 수사판사의 권한이 커서 소설가 오노레 드 발자크는 "프랑스에서 가장 영향력 있는 사람들은 수사판사"라고 할 정도였다. 수사판사가 직접 맡는 사건은 전체 형사 사건의 5% 미만이다. 대다수 사건은 경찰이 수사하고 검사가 기소한다. 프랑스에서 검사는 경찰 수사를 지휘하고 법률 검토해서 기소한 다음 법정에서 공소 유지를 하는 역할에 그친다.
2019년 7월 3일, 프랑스 파리 지방법원이 최근 삼성전자 프랑스 법인을 소비자법 위반(기만적 상업행위) 혐의로 예비기소했다. 예비기소는 예심에 회부하는 행위를 일컫는다. 예심이란 법원에 소속된 수사판사가 공소권 행사를 전제로 범죄행위자를 특정하고 해당 범죄의 상황과 결과를 확정하는 절차를 말한다. 프랑스에서는 중요한 사건의 경우 검사가 수사판사에게 수사를 의뢰하고, 수사판사가 수사와 기소를 맡는다. 예비기소 단계에서도 항소를 할 수 있지만, 예심 개시 결정이 내려지면 상당수가 기소와 정식 재판으로 연결되는 것이 보통이다.
수사판사 제도는 프랑스에서 유래해 스페인, 포르투갈, 네덜란드 등 대륙법계 유럽 국가들과 이들의 식민 지배를 경험한 남미 대부분의 국가에서 유지되고 있다.

## 한국
한국의 검사는 판사와 동일한 위치에 있는 프랑스 예심판사제도를 도입한 것이다. 사법연수원 최우수성적자는 판사나 검사를 지망하고, 똑같은 법복을 입으며, 판사가 무죄판결을 하면 검사측에서 강력하게 항의한다. 다만, 프랑스처럼 예심판사와 검사가 분리되어 있지는 않고 검사 하나로 존재한다.

## 스페인
스페인 최고형사법원의 수사판사(Juez de instrucción)는 한국의 검사와 비슷하다. 프랑스 제도의 영향을 받은 것인데, 스페인 사법부는 경찰을 지휘하며 수사를 담당하고 피의자를 기소하는 수사판사, 재판을 담당하는 합의부 판사(Juez)와 기소된 피의자에 대해 공소를 유지하고 재판에 참가하는 검사(fiscal)로 구성되어있다. 발타사르 가르손 참조.

## 폐지론
사르코지 대통령은 나폴레옹이 창안했고, 200년이나 된 프랑스 고유의 예심판사제도를 폐지하고, 영국과 미국식 검사제도로 갈 것을 주장하고 있다.
2000년 프랑스의 20대 예심판사가 무리한 수사를 한 우트로 사건이 있었다. 어린이 성추행 사건의 수사를 맡았던 한 젊은 예심판사가 피고인의 자백을 강요한 것으로 드러났다. 구속자 대부분이 항소심에서 무죄판결을 받았다. 프랑스 역사상 최대의 오심이라고 평가되었다. 이 사건으로 200년간 계속된 프랑스의 예심판사제도에 대한 비판이 크게 일어났다.
2009년 4월 24일 프랑스 사법관 징계위원회는 우트로 사건의 수사를 지휘한 예심판사 파브리스 뷔르고(37)에 대한 3개월간의 심의 끝에, 징계 가운데 가장 가벼운 처분인 견책 조치를 결정했다. 뷔르고는 가장 가벼운 견책 처분에도 불복, 재심을 요청하겠다고 밝혔다.
2009년 1월 7일, 변호사 출신인 프랑스 사르코지 대통령은, 프랑스 대법원에서 신년 연설을 통해 예심판사의 수사권을 없앨 것을 촉구했다. "이제 예심판사의 직접 수사권을 폐지, 예심판사가 수사에 관여하는 데에서 관장하는 쪽으로 역할이 바뀌어야 한다"면서 "프랑스의 사법 시스템이 21세기에 진입하려면 이런 변화가 요구된다"고 밝혔다. 예심판사 제도가 폐지되면 예심판사의 직접 수사권은 검사에 넘어가게 된다. 프랑스의 검사는 경찰의 수사를 지휘하지만 직접 수사는 하지 않았다. 사르코지 대통령의 연설 동안 대법원 밖에서는 100여명의 예심판사 및 변호사 등이 항의 시위를 벌였다.
르 몽드에 따르면 예심판사들이 취급하는 형사사건은 전체의 5% 미만이다. 이번 조치에 대해 예심판사들의 단체인 USM과 SM에서는 정치인들에 대한 수사와 관련한 정치권의 복수라면서 강력하게 항의를 하였다

## 같이 보기
- 검사
- 판사
- 사법관

- 발타사르 가르손 - 세계적인 명성의 스페인 수사판사